# Remote Shell Trojan
RST (Remote Shell Trojan) is een computervirus voor het besturingssysteem Linux. Het virus werd bekend nadat de Koreaanse versie van Mozilla Firefox hiermee was besmet in mei 2004. Indien een computer besmet raakt infecteert het de ELF-binaire bestanden in de /bin directory en de huidige werkdirectory en opent een luisterend proces op UDP-poort 5503.